# Obyknovennoe čudo
Obyknovennoe čudo (Обыкновенное чудо) è un film del 1964 diretto da Ėrast Pavlovič Garin e Chesja Aleksandrovna Lokšina.